# سیس-دی‌کلروبیس (اتیلن‌دی‌آمین) کبالت(III) کلرید
سیس-دی‌کلروبیس(اتیلن‌دی‌آمین)کبالت(III) کلرید (به انگلیسی: Cis-Dichlorobis(ethylenediamine)cobalt(III) chloride) با فرمول شیمیایی C۴H۱۶Cl۳CoN۴ یک ترکیب شیمیایی با شناسه پاب‌کم ۴۰۷۲۱۲ است. 

## نگارخانه

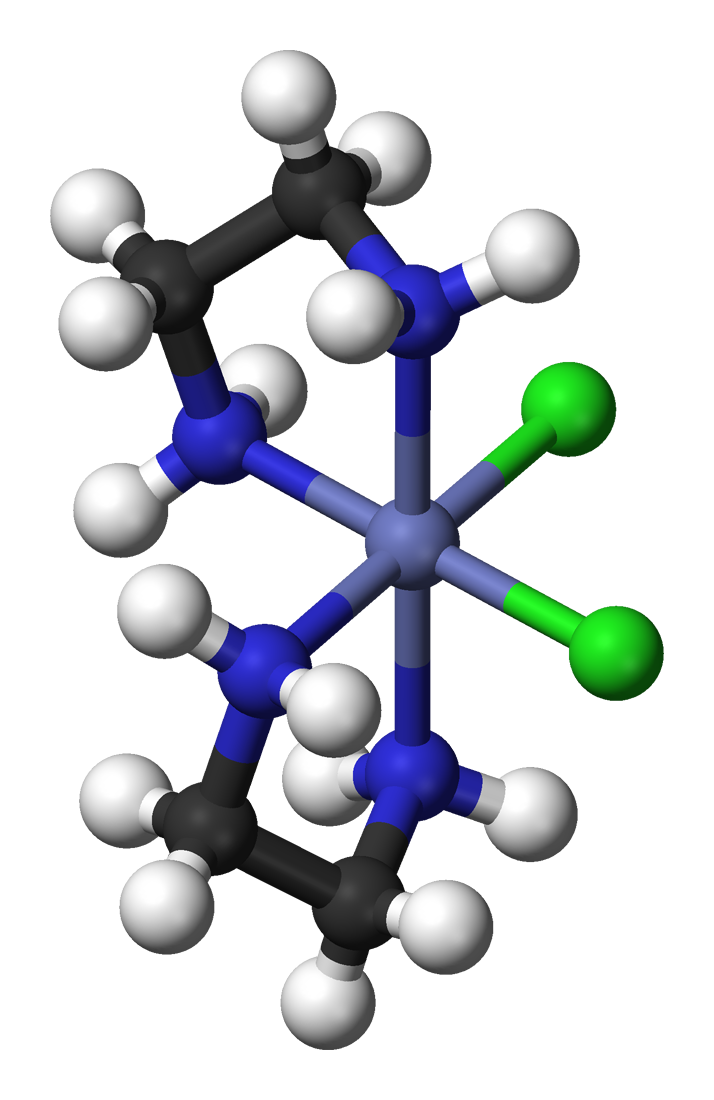
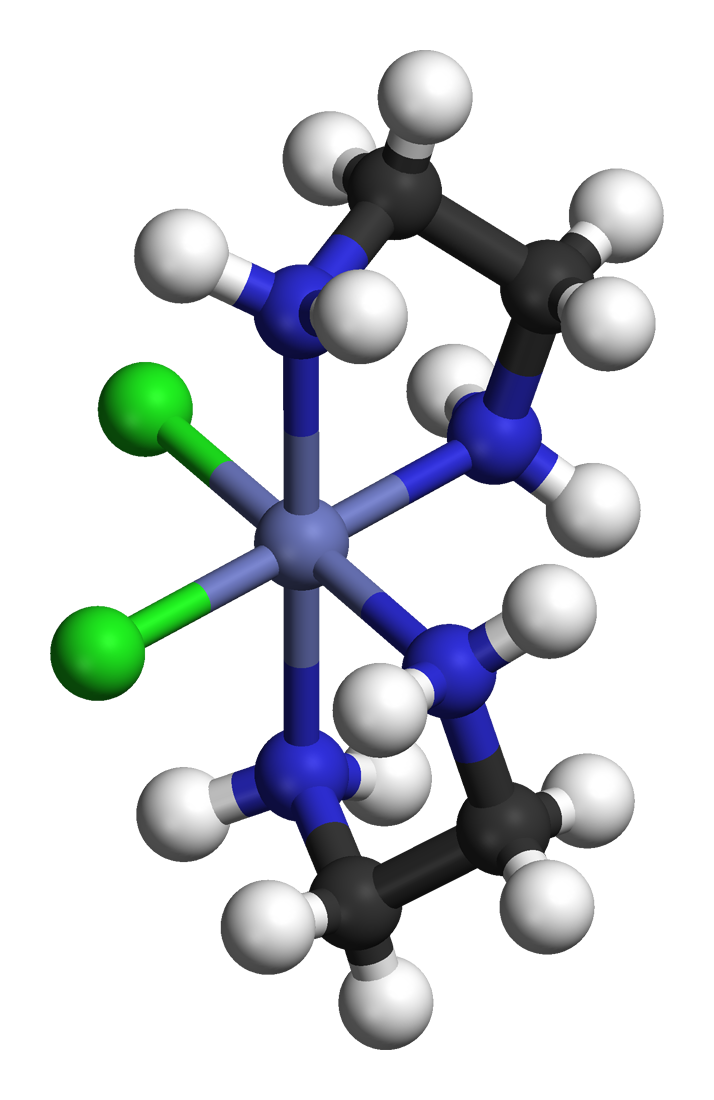